# 6319 Beregovoj
6319 Beregovoj eller 1990 WJ3 är en asteroid i huvudbältet som upptäcktes den 19 november 1990 av den belgiske astronomen Eric W. Elst vid La Silla-observatoriet. Den är uppkallad efter den sovjetiske kosmonauten Georgij Beregovoj.
Asteroiden har en diameter på ungefär 4 kilometer och den tillhör asteroidgruppen Flora.